# Paramartyria semifasciella
Paramartyria semifasciella là một loài bướm đêm thuộc họ Micropterigidae. Nó được Issiki miêu tả năm 1931. Nó được tìm thấy ở Nhật Bản.
Chiều dài cánh trước là 4.1-4.8 mm đối với con đực và 4.4-4.8 mm đối với con cái.